# Valérie Barlois
Valérie Gisele Angele Barlois-Mevel-Leroux (ur. 28 maja 1969 w Melun) – francuska szpadzistka, dwukrotna medalistka olimpijska i czterokrotna medalistka mistrzostw świata.
Na igrzyskach olimpijskich w Atlancie w 1996 roku reprezentacja Francji w składzie: Valérie Barlois, Laura Flessel-Colovic i Sophie Moressée-Pichot zdobyła drużynowo złoty medal. Na tej samej imprezie zdobyła również srebrny medal indywidualnie, przegrywając w finale z Flessel-Colovic 12:15. Brała również udział w igrzyskach olimpijskich w Sydney w 2000 roku, zajmując piąte miejsce indywidualnie i drużynowo.
Podczas mistrzostw świata w Budapeszcie w 1991 roku razem z Marlène Hauterville, Brigitte Benon i Valérie Devaux zdobyła srebrny medal w zawodach drużynowych. W konkurencji tej Francuzki z Barlois w składzie zdobywały również złoty medal na mistrzostwach świata w La Chaux-de-Fonds (1998) oraz brązowe na mistrzostwach świata w Hadze (1995) i mistrzostwach świata w Kapsztadzie (1997).
Jej mężem jest Robert Leroux.